# Mieszko I Plątonogi
Mieszko IV Plątonogi (ur. 1131–1146, zm. 16 maja 1211) – książę z dynastii Piastów, od 1163 formalny współrządca Śląska, od 1172 książę raciborski, od 1201 opolski, od 1210 książę zwierzchni Polski. W historiografii śląskiej występuje również jako Mieszko I Plątonogi, zgodnie z numeracją książąt śląskich.

## Pochodzenie i przydomek
Mieszko był drugim pod względem starszeństwa synem księcia polskiego Władysława II Wygnańca i Agnieszki z austriackiego rodu Babenbergów.
Imię otrzymał po swoim stryju Mieszku III Starym.
Przydomek „Plątonogi” pojawił się już w Roczniku Sędziwoja (XIV/XV w.). Pod rokiem 1192 zanotowano: „Cracovia civitas devastata est a Mescone loripede dicto Platonogi nepote ducis Kazimiriensis filio Wladislai exulis” (Rocznik Sędziwoja w: „Monumenta Poloniae Historica”, edd. August Bielowski, t. II, Lwów 1872, s. 876). Można uznać, że to najstarsza zachowana wzmianka o przydomku Mieszka w formie: „Plątonogi”.
Za tym źródłem, w polskiej literaturze historycznej jest zazwyczaj określany przydomkiem Plątonogi. Niektórzy historycy proponują, by przydomek ten odczytywać raczej jako Laskonogi, co jednak jest kojarzone z księciem Władysławem Laskonogim.
Z kolei w literaturze niemieckiej Mieszko I (Opolski) określany jest przydomkiem Kreuzbein lub Schlenkerbein, a w czeskiej Křivonohý, które nawiązują do krzywych lub poplątanych nóg.
W literaturze naukowej występuje z numerem I (Mieszko I) jako pierwszy tego imienia książę opolsko-raciborski.

## Data urodzenia
Data urodzenia Mieszka Plątonogiego nie jest znana. Zamyka się w latach 1131–1146. Badacze proponują uściślenia tej daty: 1131, ok. 1138 i 1139–1141.

## Życie i działalność
Na wygnaniu razem z ojcem od 1146 r., przebywał głównie w posiadłości rodowej Hohenstaufów w saskim Altenburgu. Kształcił się również w szkole przyklasztornej na Michaelsbergu pod Bambergiem. Do kraju powrócił zapewne dopiero w 1163 r., kiedy po interwencji cesarskiej wraz z bratem Bolesławem odzyskał Śląsk, dziedzinę swego ojca Władysława Wygnańca. Jednak stryj Bolesław IV Kędzierzawy wciąż obsadzał swymi załogami najważniejsze grody śląskie, które bracia opanowali w 1166 r.

### Książę Raciborza

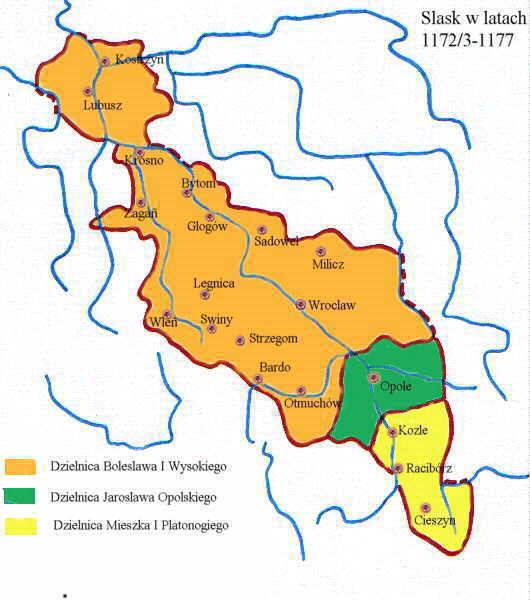
Księstwo Raciborskie pod rządami Mieszka I Plątonogiego w latach 1173–1177 (żółty kolor)

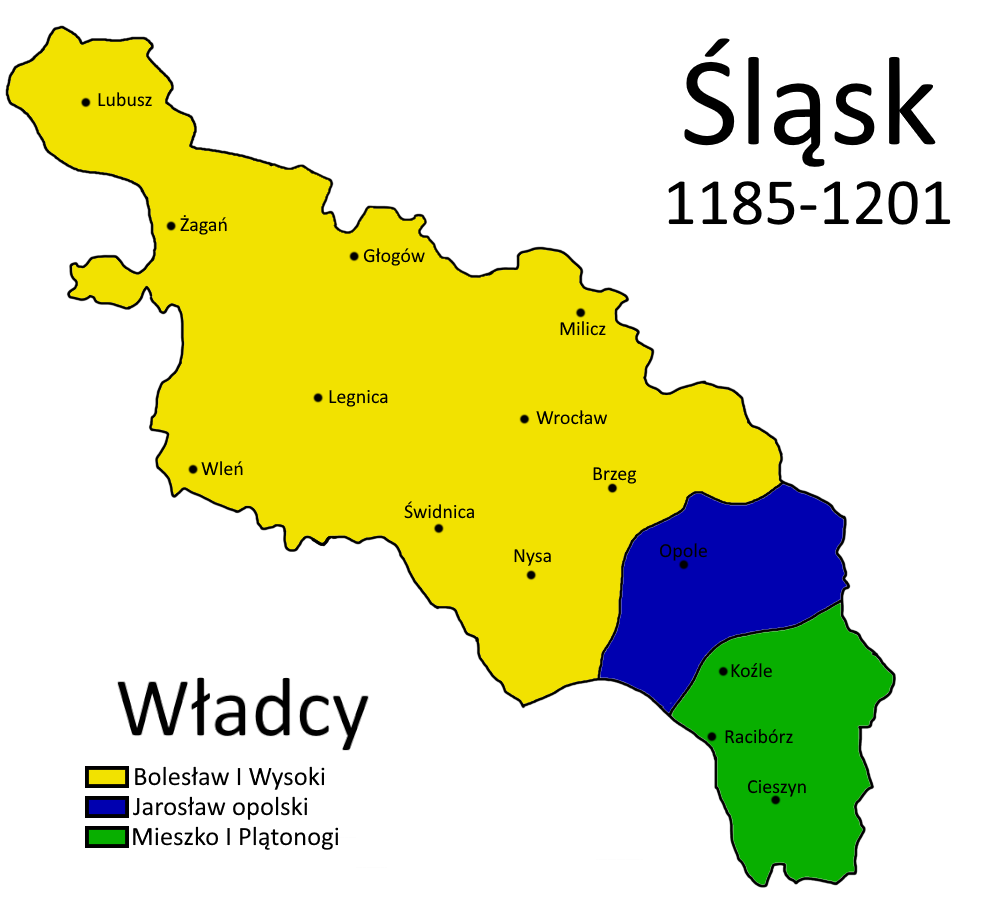
Księstwo Raciborskie pod rządami Mieszka I w latach 1177–1201 (zielony kolor)

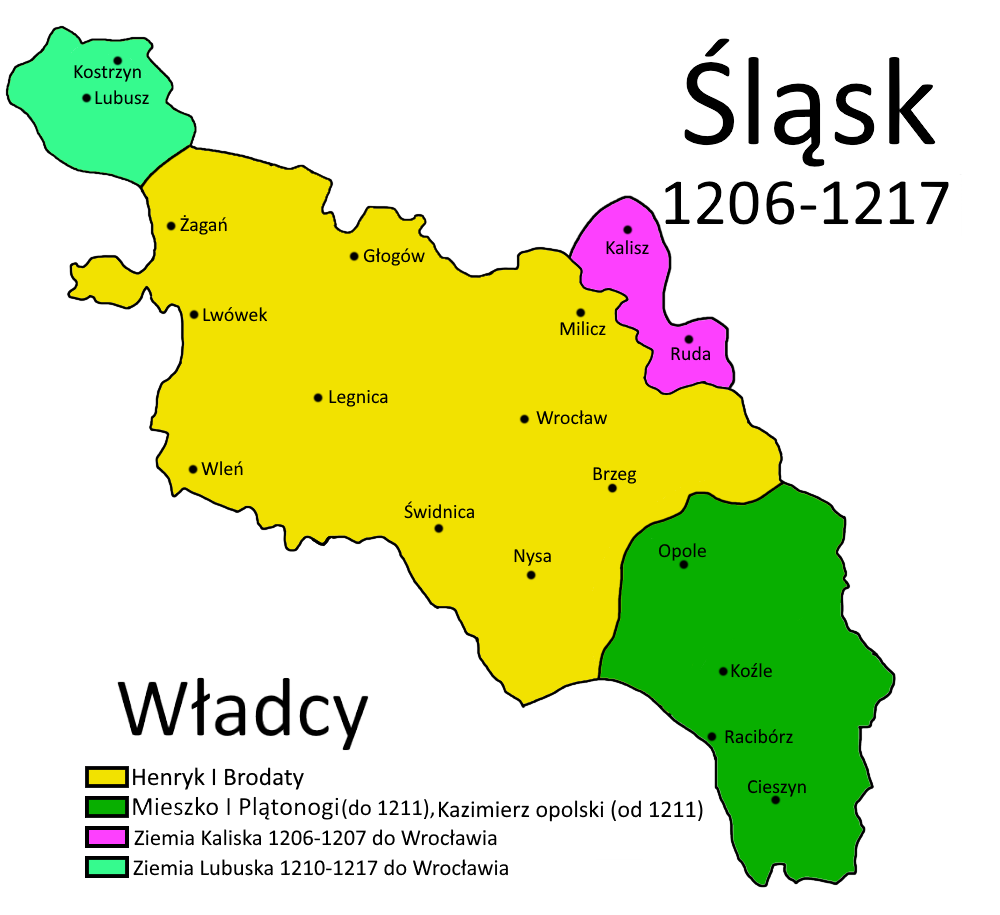
Księstwo Opolsko-Raciborskie pod rządami Mieszka I Plątonogiego w latach 1202–1211 (zielony kolor). Uwaga: w latach 1210–1211 dodatkowo w Krakowie

Początkowo współrządził dzielnicą razem z bratem, jednakże współpraca nie układała się zbyt dobrze (głównie ze względu na zbyt mały, zdaniem Mieszka, udział w rządach). W 1172 r. Mieszko podjął akcję zbrojną w celu wywalczenia sobie dziedzicznego księstwa. Akcja powiodła się doskonale, zwłaszcza że do buntu przyłączył się najstarszy syn księcia wrocławskiego Jarosław, a Bolesław Wysoki musiał ratować się ucieczką do Niemiec. Ponowna interwencja cesarska skłoniła jednak buntowników do podjęcia rozmów odpowiednio ze starszym bratem i ojcem, w wyniku których zgodzono się na kompromis: Bolesław wrócił na Śląsk, ale musiał wydzielić kasztelanię raciborską i cieszyńską Mieszkowi, a opolską Jarosławowi. Jedną z pierwszych decyzji Mieszka, jako udzielnego władcy, było poszukanie sobie żony – została nią Ludmiła, przypuszczalnie pochodząca z czeskiej dynastii Przemyślidów.

### Bytom i Oświęcim
W 1177 r. książę raciborski poparł aspiracje seniorskie Mieszka Starego, uderzając na jednego z kandydatów do tronu krakowskiego, Bolesława Wysokiego. Także tym razem akcja powiodła się znakomicie, a Bolesław zamiast w roli zwycięzcy pojawił się w Krakowie w roli petenta proszącego o interwencję nowego władcę tej dzielnicy Kazimierza II Sprawiedliwego. Obalony senior dynastii znalazł się na wygnaniu w Raciborzu i wydawało się, że wojna Mieszka Plątonogiego z Kazimierzem II Sprawiedliwym jest teraz tylko kwestią czasu. Władca krakowski poszedł jednak inną drogą i aby zyskać sobie przychylność księcia raciborskiego przekazał mu ziemię oświęcimską i bytomską (grody Oświęcim, Bytom, Mikołów, Siewierz i Pszczyna), przy czym niektórzy historycy przypuszczają, że wymienione grody znalazły się w rękach Mieszka dopiero w 1179 r. Bolesław Wysoki odzyskał wtedy też władzę, ale musiał wydzielić bratu Konradowi księstwo głogowskie.

### Bitwa nad Mozgawą
W 1195 r. Mieszko Plątonogi wsparł razem z bratankiem Jarosławem wyprawę zbrojną na Kraków podjętą przez Mieszka Starego. Książę wielkopolski pragnął wykorzystać wtedy niespodziewaną śmierć swojego młodszego brata, Kazimierza Sprawiedliwego (zm. 1194) i odzyskać władzę nad Małopolską. Możni krakowscy i sandomierscy z wojewodą Mikołajem na czele mieli jednak inne plany i postanowili wspomóc sprawę syna Kazimierza Leszka Białego. Do starcia doszło niedaleko Jędrzejowa nad rzeczką Mozgawą. Oddziały posiłkowe książąt śląskich spóźniły się na pole bitwy i przybyły w chwili, kiedy zasadnicza bitwa zakończyła się już nierozstrzygniętym rezultatem. Mieszkowi nie dane było wrócić spokojnie do domu. Niespodziewanie na opustoszałym polu bitwy pojawił się również palatyn sandomierski Goworek i rozegrana wówczas na pobojowisku druga bitwa zakończyła się świetnym zwycięstwem Ślązaków. Wobec jednak wcześniejszego wycofania się do Wielkopolski Mieszka Starego, zwycięstwo to przyniosło wyłącznie korzyści w kategoriach prestiżowych (nie licząc wziętego okupu za pojmanych w bitwie dostojników sandomierskich).

### Książę Opola
W 1201 r. po śmierci bratanka Jarosława, księcia opolskiego i biskupa wrocławskiego, i brata Bolesława korzystając z trudności związanych z przejęciem władzy przez Henryka Brodatego Mieszko siłą zajął księstwo opolskie. Zmiana ta okazała się trwała i księstwo opolskie na stałe zostało połączone z raciborskim. Po śmierci Mieszka III Starego i śmierci Bolesława Wysokiego, księcia wrocławskiego, jego syn, Henryk Brodaty zawarł w 1202 układ ze swoim stryjem, Mieszkiem Plątonogim, na mocy którego, w zamian za przekazaną mu przez Henryka Brodatego dzielnicę opolską i odszkodowanie 1000 grzywien srebra, rezygnował ze zwierzchności seniora na Śląsku. Jedyna zmiana nastąpiła krótko przed śmiercią Mieszka, gdy za 1000 grzywien srebra zwrócił bratankowi, księciu wrocławskiemu Henrykowi Brodatemu kasztelanię otmuchowską.
Jak zauważa czeski historyk tej dzielnicy, Rudolf Żaczek, zatwierdzona przez papieża Innocentego III w listopadzie 1202 roku umowa, między oboma Piastami śląskimi "oznaczała faktycznie zniesienie dziedziczenia między księstwem wrocławskim i opolsko - raciborskim, stając się podstawą definitywnego podziału Śląska na Dolny Śląsk, nazywany później tylko księstwem śląskim (ducatus Slezie) i Górny Śląsk, nazywany księstwem opolskim (ducatus Opol)".

### Książę Krakowa
Konflikt Mieszka Plątonogiego z Henrykiem Brodatym został dość szybko zażegnany i już w pierwszym dziesięcioleciu XIII w. stryj z bratankiem zgodnie współpracowali. Już wkrótce zaowocowało to największym triumfem w życiu Mieszka. 9 czerwca 1210 r. papież Innocenty III na wniosek niewymienionego z imienia księcia śląskiego (a mógł to być tylko Henryk Brodaty, gdyż tylko on używał takiego tytułu) postanowił pod groźbą klątwy przywrócić zasadę senioratu. W całym kraju zapanowała konsternacja, a arcybiskup gnieźnieński zwołał synod do Borzykowej, gdzie miano spróbować zaradzić powstałemu problemowi. Mieszko zamiast do Borzykowej, korzystając z poparcia możnego rodu Gryfitów, udał się na czele armii do Krakowa, gdzie wobec chaosu decyzyjnego został wpuszczony. Był to już ostatni triumf księcia. Mieszko IV Plątonogi zmarł 16 maja 1211 r. i został pochowany prawdopodobnie w katedrze krakowskiej (informację o tym podał dopiero Jan Długosz).

## Donacje książęce
Plątonogi rezydował głównie w Raciborzu, gdzie uruchomił m.in. mennicę bijącą brakteaty z napisem Milost. W 1202 r. razem z żoną ufundowali opactwo norbertanek w Rybniku przeniesione później przez syna Kazimierza do Czarnowąsów pod Opolem. Był również opiekunem i fundatorem klasztorów w Trzebnicy, Ołbinie, Tyńcu i Miechowie, co świadczy o szerokich horyzontach politycznych raciborskiego Piasta, gdyż miejscowości, w których znajdowały się wymienione klasztory, położone były w sąsiednich księstwach, często będących pod panowaniem skłóconych z Mieszkiem władców. Po śmierci Mieszka księstwo opolsko-raciborskie przejął jego syn, Kazimierz. Do Krakowa wrócił Leszek Biały.

## Rodzina

### Małżeństwo i potomstwo
Mieszko Plątonogi ożenił się w latach 1170–1178 z Ludmiłą. Ze względu na imię przypuszcza się, że pochodziła z Czech. Wysunięto hipotezę, że była prawdopodobnie córką Ottona III, księcia ołomunieckiego, i Durancji, zapewne córki wielkiego księcia kijowskiego Mścisława I. Pojawiły się też mniejszościowe hipotezy, że mogła być córką Sobiesława I, księcia czeskiego, albo Konrada II, księcia znojemskiego lub Włodzimierza, księcia ołomunieckiego.
Z tego małżeństwa pochodzili:
- Kazimierz I (ur. w okr. 1178–1180, zm. 13 maja 1230), książę opolsko-raciborski,
- Ludmiła (ur. ?, zm. 24 stycznia (rok?)),
- Agnieszka (ur. ?, zm. 9 maja (rok?)),
- Eufrozyna (ur. najp. z końcem XII w., zm. 23 lub 25 maja najwcz. z pocz. XIII w.), księżniczka raciborska, opolska i prawdopodobnie krakowska,
- Ryksa (ur. ?, zm. ?).

### Genealogia
| Bolesław III Krzywousty ur. 20 VIII 1086 zm. 28 X 1138 | Bolesław III Krzywousty ur. 20 VIII 1086 zm. 28 X 1138 |                                               |                                               | Zbysława Światopełkówna ur. w okr. 1085–1090 zm. zap. 1144 | Zbysława Światopełkówna ur. w okr. 1085–1090 zm. zap. 1144 |  |  | Leopold III Święty ur. 1073 zm. 15 XI 1136 | Leopold III Święty ur. 1073 zm. 15 XI 1136 |                                                            |                                                            | Agnieszka von Waiblingen ur. 1072 zm. 24 IX 1143 | Agnieszka von Waiblingen ur. 1072 zm. 24 IX 1143 |
|                                                        |                                                        |                                               |                                               |                                                            |                                                            |  |  |                                            |                                            |                                                            |                                                            |                                                  |                                                  |
|                                                        |                                                        |                                               |                                               |                                                            |                                                            |  |  |                                            |                                            |                                                            |                                                            |                                                  |                                                  |
|                                                        |                                                        | Władysław II Wygnaniec ur. 1105 zm. 30 V 1159 | Władysław II Wygnaniec ur. 1105 zm. 30 V 1159 |                                                            |                                                            |  |  |                                            |                                            | Agnieszka Babenberg ur. ok. 1111 zm. 24 lub 25 I 1160–1163 | Agnieszka Babenberg ur. ok. 1111 zm. 24 lub 25 I 1160–1163 |                                                  |                                                  |
|                                                        |                                                        |                                               |                                               |                                                            |                                                            |  |  |                                            |                                            |                                                            |                                                            |                                                  |                                                  |
|                                                        |                                                        |                                               |                                               |                                                            |                                                            |  |  |                                            |                                            |                                                            |                                                            |                                                  |                                                  |
|                                                        |                                                        |                                               |                                               |                                                            |                                                            |  |  |                                            |                                            |                                                            |                                                            |                                                  |                                                  |

|                                                |                                                | Ludmiła ur. ? zm. 20 X po 1210 OO w okr. 1170–1178 | Ludmiła ur. ? zm. 20 X po 1210 OO w okr. 1170–1178 | Mieszko IV Plątonogi (ur. w okr. 1131–1146, zm. 16 V 1211) | Mieszko IV Plątonogi (ur. w okr. 1131–1146, zm. 16 V 1211) |                                                                             |                                                                             |                   |                   |
|                                                |                                                |                                                    |                                                    |                                                            |                                                            |                                                                             |                                                                             |                   |                   |
|                                                |                                                |                                                    |                                                    |                                                            |                                                            |                                                                             |                                                                             |                   |                   |
|                                                |                                                |                                                    |                                                    |                                                            |                                                            |                                                                             |                                                                             |                   |                   |
| Kazimierz I ur. w okr. 1178–1180 zm. 13 V 1230 | Kazimierz I ur. w okr. 1178–1180 zm. 13 V 1230 | Ludmiła ur. ? zm. 24 I (rok?)                      | Ludmiła ur. ? zm. 24 I (rok?)                      | Agnieszka ur. ? zm. 9 V (rok?)                             | Agnieszka ur. ? zm. 9 V (rok?)                             | Eufrozyna ur. najp. z końcem XII w. zm. 23 lub 25 V najwcz. z pocz. XIII w. | Eufrozyna ur. najp. z końcem XII w. zm. 23 lub 25 V najwcz. z pocz. XIII w. | Ryksa ur. ? zm. ? | Ryksa ur. ? zm. ? |

## Data śmierci
Plątonogi zmarł 16 maja 1211 roku. Pojawiła się mniejszościowa hipoteza, że datę roczną śmierci tego księcia należy przesunąć z 1211 na 1206 rok.